# Poliovaccin

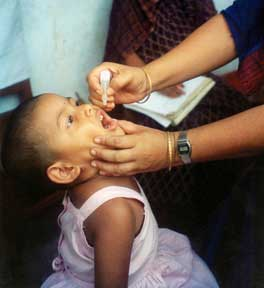
Poliovaccin som ges via munnen

Poliovaccin är vaccin för att motverka polio.
Det första poliovaccinet utvecklades av Jonas Salk och injiceras med spruta. Det testades första gången 1952, samt bekräftades för världen av Thomas Francis Jr. den 12 april 1955.
Mer internationellt spritt är det munvaccin som utvecklades av Albert Sabin. Klinisk prövning påbörjade 1957 innan vaccinet godkändes 1960 i USA och mer allmänt 1962. Detta vaccin används dock inte i Sverige.
Med det vaccin som använts i Sverige ska personer som följt det nationella programmet ha fått fyra doser, dock kan personer födda före 1960-talet ha fått färre doser. För resor till områden där sjukdomen kan förekomma rekommenderas en femte dos.